# فوسفات الزنك
 فوسفات الزنك مركب كيميائي له الصيغة Zn3(PO4)2، ويكون على شكل بلورات بيضاء.

## الخواص
- لا ينحل فوسفات الزنك في الماء لكنه ينحل في الأحماض المعدنية الممددة.[3] يوجد منه عدة أشكال مائية وذلك إما أحادي أو ثنائي أو رباعي هيدرات والتي يمكن أن ينزع منها الماء بتسخينها إلى درجات حرارة تفوق 250°س.
- يكون لأحادي هيدرات فوسفات الزنك المجموعة الفراغية (P 21/c (C52h بحيث أن كل أربع صيغ تكون موجودة في وحدة الخلية وتكون ثوابت الشبكة البلورية كالتالي: a = 8,696 و b = 4,891 و c = 16,695 Å وتكون β = 94,94°. أما ثنائي هيدرات فوسفات الزنك فله المجموعة الفراغية (P 2/c (C52h بوجود ثمان صيغ في وحدة الخلية. أبعاد الشبكة البلورية له تكون: a = 10,451 و b = 5,036 و c = 31,437(15) Å.

## الوفرة الطبيعية والتحضير
يوجد فوسفات الزنك في الطبيعة على شكل معدن هوبيت Hopeite حيث يكون المركب عبارة عن رباعي هيدرات، ويكون متبلورا حسب النظام البلوري المعيني القائم، كما يوجد أيضاً على شكل معدن باراهوبيت parahopeite ثلاثي الميل.
يحضر فوسفات الزنك (رباعي هيدرات) من تفاعل أكسيد الزنك مع حمض الفوسفوريك  حسب المعادلة:
3ZnO + 2H3PO4 + H2O → Zn3(PO4)2.4H2O
كما يحضر من تفاعل كبريتات الزنك مع فوسفات ثنائي الصوديوم  حسب المعادلة:
3ZnSO4.7H2O + 2Na2HPO4.2H2O → Zn3(PO4)2.4H2O + 2Na2SO4 + H2SO4 + 21H2O

## الاستخدامات
- يستخدم فوسفات الزنك كطلاء واقي من التآكل للسطوح المعدنية وذلك أثناء عملية الطلي الكهربائي، كما يدخل في تركيب الطلاء الأساس. يغطي فوسفات الزنك بشكل أفضل على السطوح المتبلورة من الطلاء المباشر على السطح المعدني، لذلك فإنها تعالج أولا بمواد مثل بيروفوسفات الصوديوم.[6]
- يستخدم فوسفات الزنك في تركيب إسمنت فوسفات الزنك الذي يستعمل في طب الأسنان كإسمنت سني Dental cement، وذلك عن طريق مزج مساحيق من أكسيد الزنك وأكسيد المغنسيوم مع سائل يتكون بشكل أساسي من حمض الفوسفوريك والماء مع وجود محاليل منظمة.